# Томский (посёлок)
То́мский — посёлок в Таборинском районе Свердловской области России. 

## Географическое положение
Посёлок Томский муниципального образования «Таборинского муниципального района» расположен на обоих берегах реки Тавда в 36 километрах (по автотрассе в 43 километрах) к северо-западу от районного центра села Таборы и в 420 км к северо-востоку от Екатеринбурга. 

## История
В 1850 году в Таборинской волости Туринского округа Тобольской губернии. Согласно переписным листам переписи населения Российской империи 1897 года, жители деревни носили следующие фамилии: Болонин, Храмцов, Ермаков, Панков, Рогожин, Лыжин, Урванов, Носов, Чернавский. 
Во время раскулачивания — спецпоселение для ссыльных.
Позднее в посёлке действовало Учреждение И-299/5 ГУИН, ликвидированное в 2007 году.
С 1 января 2006 года входит в состав муниципального образования Унже-Павинское сельское поселение.

## Климат
Климат континентальный с холодной зимой и тёплым летом.

## Населения
По данным  переписи 2010 года постоянного населения не имел.

## Список улиц
- Мира ул.
- Набережная ул.